# Culpeper County
Culpeper County är ett administrativt område i delstaten Virginia, USA, med 46 689 invånare. Den administrativa huvudorten (county seat) är Culpeper. 

## Geografi
Enligt United States Census Bureau så har countyt en total area på 990 km². 987 km² av den arean är land och 3 km² är vatten.   

### Angränsande countyn

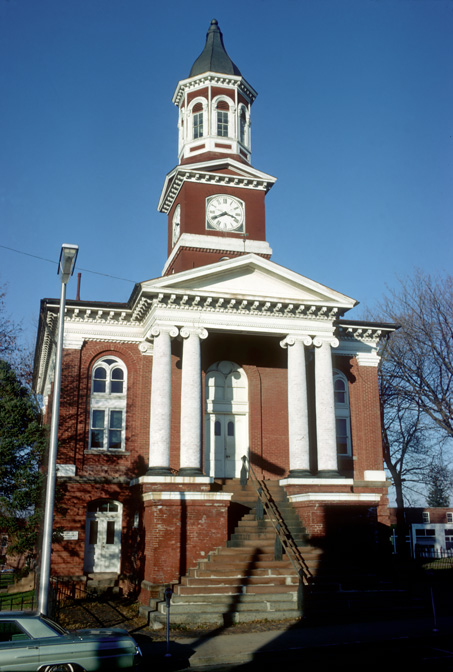
Culpeper Countys domstolshus.

- Stafford County - öst
- Orange County - syd
- Madison County - sydväst
- Rappahannock County - nordväst
- Spotsylvania County - sydost
- Fauquier County - nordost